# Pedro Pedrossian Filho
Pedro Pedrossian Filho (Cuiabá, 28 de junho de 1966) é um empresário e político brasileiro, outrora deputado federal por Mato Grosso do Sul.

## Biografia
Filho de Pedro Pedrossian e Maria Aparecida Pedrossian. Empresário, formou-se em Direito na Universidade do Oeste Paulista em 1998 e nesse mesmo ano foi eleito deputado federal pelo PFL. Em 2002 alcançou uma suplência via PPB, sendo efetivado quando Murilo Zauith renunciou para assumir o mandato de vice-governador de Mato Grosso do Sul ao lado do governador André Puccinelli. Candidato a deputado estadual via PMDB em 2006, não foi eleito. Três anos depois migrou para o PMN e após dois meses ingressou no PTB.
Seu pai foi eleito governador de Mato Grosso em 1965 e com a criação de Mato Grosso do Sul foi eleito senador em 1978 e dois anos depois nomeado governador do respectivo estado pelo presidente João Figueiredo, voltando a este cargo por voto direto em 1990.

## Polêmica
Em 2009 se envolveu em uma polêmica, ao invadir uma aula do curso de Filosofia na Universidade Federal do Rio de Janeiro e agredir o professor André Martins, por acreditar que o docente tinha um caso com sua esposa.